# Athetis roastis
Athetis roastis är en fjärilsart som beskrevs av George Francis Hampson 1918. Athetis roastis ingår i släktet Athetis och familjen nattflyn. Inga underarter finns listade i Catalogue of Life.